# Her Life's Story
Her Life's Story é um filme mudo norte-americano de 1914, do gênero drama, dirigido por Joe De Grasse e apresentando Lon Chaney. O filme é agora considerado perdido.

## Elenco
- Pauline Bush - Carlotta
- Laura Oakley - Sister Agnes
- Ray Gallagher - Don Manuel
- Lon Chaney - Don Valesquez
- Beatrice Van - a esposa
- Felix Walsh - a criança